# 宣伝
宣伝（せんでん）とは、企業や商店などが、自分たちが提供する商品やサービスを、その特長も含めて一般大衆に知ってもらおうとする活動の事。広義にはキャンペーンや試食販売などのプロモーション活動も含む。
- 特に放送や新聞、雑誌などのマスメディアを利用したり、鉄道駅、鉄道車両、バスといった交通機関の施設など、何らかのメディアを利用して行う宣伝を「広告」ともいう。（その方法は広告を参照）
- 転じて、自分の自慢を周囲に言いふらして回る事や、見た目でその人がどんな人か分かるような格好や言動をする事も宣伝という。
- 宣伝とは、元々はプロパガンダの訳語であったが[注 1]、昭和初期に商業目的の宣伝部が作られた企業が登場した。戦後にはもっぱら商業宣伝の略として使われている。このため、書籍や会話等ではどちらの意味で使用しているか留意が必要な場合がある。

現代の日常用語では、宣伝も広告も同種の言葉として扱われるが、宣伝の持つ歴史的な経緯から、戦争や思想に彩られた日本語であり、広告を選択するべきであるという約100年の用例を指摘する研究がある。

## 不当な宣伝行為
特定の商品やサービスについて、虚偽あるいは大げさな内容をうたい、実際よりも優秀・優良であるかのように見せる宣伝手法のことを過大宣伝（かだいせんでん）あるいは誇大宣伝（こだいせんでん）などという。広告の場合は、過大広告あるいは誇大広告という。
このような宣伝行為は、健全かつ公正な競争を維持できないばかりか、消費者の誤認を招き被害が発生する恐れがあるため、多くの場合（特に商行為）において不当表示（あるいはそれに順ずる行為）として禁じられている。日本における根拠法としては不当景品類及び不当表示防止法（景品表示法）が挙げられ、他にも宅地建物取引業法第32条、特定商取引に関する法律第12条、医薬品医療機器等法第66条などにて、誇大広告等につき禁止する旨の規定が設けられている。

### 広告の監査機関
- 日本広告審査機構 - 日本の公益社団法人。法的拘束力は無いが自主的に不当な宣伝行為に対して注意や警告をしている。また、一般からの苦情も受け付けている[3]。